# Revan
Revan, ook wel Darth Revan, is een menselijke jedi en sith lord in het Star Wars-universum.

## Biografie
Tijdens de Mandalorian Wars was Revan een jediridder en generaal van de Galactische Republiek. Hij leidde een groep Jedi die zichzelf de Revanchists noemde, zij gingen buiten de orders om van de Jedi Council. Als generaal leidde hij de vloot van de Republiek van overwinning naar overwinning. Hij was een charismatische leider en wist altijd iedereen achter zich te krijgen. Hij eindigde de oorlog persoonlijk, door Mandalore the Ultimate te doden en de planeet Malachor V te vernietigen. Hierna stuurde Revan de vloot achter de gevluchte Mandalorians aan. Hij keerde echter terug als Darth Revan, een Dark Lord of the Sith. Revan begon samen met zijn leerling Darth Malak de Jedi Civil War. Na twee en een half jaar gevochten te hebben tegen de Republiek, werd Revan verraden door Malak en gevangengenomen door de jedi. Iedereen dacht dat hij gedood was door de jedi, maar door de inspanningen van Bastila Shan overleefde Revan dit. Revan werd gehersenspoeld door de Jedi Council, en wist niks meer van zijn verleden. Hij kreeg vervolgens een nieuwe identiteit en vocht weer voor de Republiek. Met de hulp van een groep volgers doodde Revan Malak en eindigde de oorlog die hij zelf begonnen was.
Doordat hij zowel Sith als Jedi is geweest, heeft hij een neutrale stand in de force. Revan heeft naderhand de echte Sith kunnen achterhalen die zich verscholen in het duister. Echter voordat hij een bedreiging kon vormen voor de Sith Emperor werd Revan gevangengenomen door de Sith Lord Darth Nyris en Lord Scourge. 5 jaar zat hij vast totdat Meetra Surik (de Jedi Exile uit Knights of the Old Republic II: The Sith Lords) hem met de hulp van Scourge bevrijdde. Naderhand hebben zij met zijn drieën de Emperor aangevallen. Echter werden zij verraden door Scourge, die in een visioen zag wat er ging gebeuren met hen als ze zo doorgingen. Om zijn leven (en dat van Revan) te sparen, doodde hij Surik. Revan werd voor 300 opgesloten. Tijdens de gebeurtenissen van Star Wars: The Old Republic werd Revan bevrijd door vier helden van de Republiek. Dit was een plan van de Emperor om zo te kunnen achterhalen waar The Foundry was, een van de Star Forge(s). Revan werd naderhand door vier helden van de Sith Empire verslagen op de Star Forge. Revan verdween in een flits van licht voordat zijn aanvallers de laatste slag konden slaan. Revan was niet dood maar zou zich ook niet meer tonen aan het hele heelal.
Revans lessen werden vele jaren later gebruikt, net als zijn holocron, toen Darth Bane the rule of two schreef; Een wet van de Sith waarbij er één meester is en één leerling, niet meer en niet minder.

## In de spellen en boeken
Revan komt als hoofdpersonage voor in het spel Star Wars: Knights of the Old Republic. In het vervolg Star Wars: Knights of the Old Republic II: The Sith Lords komt Revan voor als hologram. Ook komt Revan voor in de delen 0, 9, 15, 18, 19, 21, 23, 29 en 42 van de stripboeken-serie Star Wars Knights of the Old Republic. Revan komt ook voor in Star Wars: The Old Republic en in het boek Star Wars: The Old Republic: Revan.